# Ігровий клан
Ігровий клан — вид спільноти, група людей, що грають в багатокористувацьку гру в одній команді. В онлайн-іграх використовують назви клан або гільдія, а у іграх з «живою» взаємодією команда, але найбільш поширеною є назва — клан. Іноді зустрічається назва альянс.
Ігровий клан — один з видів соціальної діяльності в онлайн-іграх. Ігрові клани представляють собою модель соціальних відносин у реальному житті.
Клани створюються на основі знайомств гравців один з одним. Первісне ядро зазвичай складається з кількох людей. Вождем клану стає лідер цього ядра. І хоча потім клан може розростися до сотень гравців, ніхто не заперечує сформовану систему влади. Переобрання вождя не проводиться. Основні рішення приймає вождь клану. Ресурси всередині клану перерозподіляються вільно. На думку постійного автора журналу «Кращі комп'ютерні ігри» Річарда П. Сміта (Андрія Ленського) в кланах панує ігровий комунізм і сімейні відносини. При спробі об'єднання кланів часто виникають конфлікти між вождями з приводу лідерства в новому союзі. Тому клани рідко йдуть на постійний союз, але охоче об'єднуються для досягнення тимчасових цілей. Клан як вид спільноти відкидає формальні взаємини на користь особистих і сформованих в силу традицій, що відрізняє його від державного механізму. Спроба клану домінувати в грі може бути зупинена скоординованим опором інших кланів, що робить малоймовірним абсолютну диктатуру одного клану.
У деяких іграх клани класифікують за професійними особливостями: бойові клани, торгові клани та ремісничі клани. В інших іграх можливе злиття декількох професійних функцій в один клан. Автор журналу «Кращі комп'ютерні ігри» Олексій Шуньков (Stager) пропонує класифікувати клани по їх цілям: одні грають для задоволення, інші - на результат . Для успішного функціонування кланової системи гра повинна мати ознаки і можливості реального конфлікту (відбирання ресурсів у сторони, що програла, розширення території переможців) . Ймовірним напрямком розвитку кланової системи називають введення в ігри організовану війну — війну, яка ведеться відповідно до плану й під командою (як і в реальності) та рольової стратегії з рухом груп. Також пропонують створювати об'єднання з чіткою ігровий функцією (шериф і сторожа, барон з дружиною, зграя розбійників), для вступу в які не треба буде домовлятися з вождем, а регулярно проводити певні сюжетні дії за допомогою ігрового об'єднання (піймання злочинців, захист замку, грабіж). 
Кланова тенденція має свої переваги і недоліки. З одного боку, складаються сильні і згуртовані команди, з іншого — в іграх з розвиненою клановою системою одиноким гравцям дуже важко вижити без приєднання до клану.  
Прикладом онлайн-гри з розвиненим клановим рухом може служити World of Tanks. В ній для кланових воєн була створена «світова карта» з розподілом на окремі провінції з можливістю їх захоплення, утримання під своїм контролем або переходу в результаті боїв до іншого клану, а самі клани є логічним розвитком і піком еволюції командних битв і в свою чергу створюють кланові коаліції (об'єднання більш високого в порівнянні з звичайними кланами рівня) з союзників для виживання на світовій мапі. 
Існують міжігрові клани, що одночасно функціонують в декількох іграх. Наприклад SK-Gaming має підрозділи в 12 іграх. 
Найуспішнішим ігровим кланом у світі називають SK Gaming. Це перший ігровий клан, який став підписувати контракти з гравцями, на кшталт футбольних клубів. Також він став першим ігровим кланом, що продав гравця іншому клану (Team NoA) у 2004 році.
Найбільш авторитетні кіберспорті команди об'єднані в асоціацію G7 Teams.